# Cadence de tir
 (septembre 2014).
Si vous disposez d'ouvrages ou d'articles de référence ou si vous connaissez des sites web de qualité traitant du thème abordé ici, merci de compléter l'article en donnant les références utiles à sa vérifiabilité et en les liant à la section « Notes et références ».

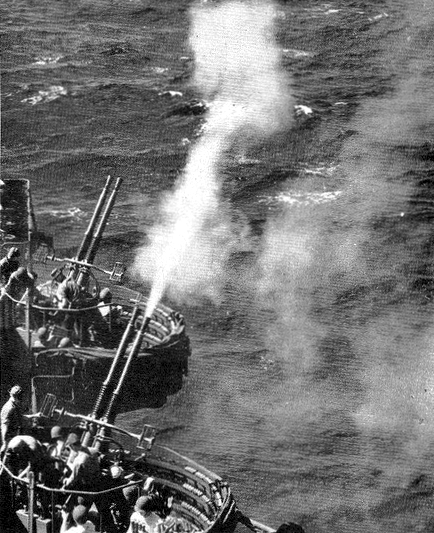

La cadence de tir d'une arme à feu (et par extension, d'une réplique airsoft ou paintball) est la fréquence à laquelle elle est capable de tirer ses munitions.

## Unité
L'unité dans laquelle une cadence de tir est généralement exprimée est le nombre de coups par minute (abrégé « coups / min » ou par son sigle « cpm », ou encore par son équivalent en anglais « rpm » pour « rounds per minute »).
Le nom de cette unité peut toutefois induire en erreur car, en réalité, la plupart des armes ne sont pas en mesure de maintenir leur cadence de tir pendant une minute entière, en raison de la chaleur induite par la répétition des tirs (qui pourrait amener à un effet de cooking off, expression qui définit le départ inopiné d'une cartouche qui n'est pourtant pas dans la chambre à cause de la chaleur qui s'accumule à l'intérieur du mécanisme lors de la séance de tir) et du fait que leur magasin ne peut contenir suffisamment de munitions. Par exemple, le Famas tire à environ 1 000 coups à la minute mais le cooking off apparaît à partir de 172 coups et son chargeur ne contient que 25 ou 30 cartouches. Il est donc techniquement incorrect et potentiellement trompeur de décrire le cpm comme « le nombre de coups qu'une arme peut tirer en une minute ». En fait, elle correspond plutôt au nombre de coups qu'une arme peut tirer sur une durée plus courte, proportionnellement ramené à une minute. Pour faire la différence entre la cadence de tir réelle (mécanique, mathématique) et la cadence de tir à l'usage d'une arme à feu, on parle de cadence de tir théorique (qui est le nombre, rapporté proportionnellement à une minute, de munitions tirées par une arme lors d'une séquence de durée X) et de cadence de tir utile, efficace ou effective (le nombre de cartouche qu'un homme peut tirer en une minute avec efficacité (donc un maximum de coups au but) et sans problème mécanique de l'arme). 
Ainsi, avec un fusil d'assaut standard à cadence de tir théorique de 800 cpm et un chargeur de 30 coups, la cadence de tir utile sera de l'ordre de 30 à 150 coups à la minute, très rarement plus.

## Évolution de l'unité

### Première moitié duXXesiècle
Alors que les premières armes automatiques avaient des cadences relativement faibles (entre 100 et 400 coups à la minute), l'intérêt d'une cadence de tir élevée, voire très élevée, est peu à peu apparu. Au début du vingtième siècle, les pistolets mitrailleurs avaient en général une cadence de tir se situant entre 300 et 600 coups à la minute (mention spéciale pour la Thompson 1921 qui tire à 900 - 1 000 coups par minute, chose très rare à l'époque) et les mitrailleuses voyaient leurs cadences de tir légèrement plus élevées, allant parfois jusqu'à 800 ou 900 coups à la minute mais se situant plus généralement dans les environs de 300 - 500 coups par minute.

### Seconde moitié duXXe
Dans la seconde moitié du vingtième siècle, 800 coups à la minute était devenu un standard général pour les pistolets mitrailleurs (avec des extrêmes se situant à plus de 1 500 coups à la minute), alors que les fusils d'assaut avaient des cadences légèrement moins élevées (entre 600 et 800 coups à la minute, exception faite de certains modèles, comme le FAMAS qui tire entre 950 et 1 100 coups à la minute). 
Les mitrailleuses (lourdes et légères), elles, avaient souvent des cadences très élevées de l'ordre de 900 - 1 300 coups à la minute, voir plus (sûrement sous l'influence de la très performante MG42 allemande de la Seconde Guerre mondiale, encore très largement utilisée aujourd'hui en calibre 7,62 OTAN sous la dénomination de MG3). Les mitrailleuses multi-tubes dans le style de la Gatling subissent un renouveau et on voit des cadences de 2000, 3000, et même 10 000 coups à la minute, certaines de ces armes étant parfois montées sur des affûts doubles ou triples pour multiplier par autant la cadence de tir. On conserve néanmoins des cadences très raisonnables sur certaines armes comme la Saco M60 américaine, qui tire à 600 coups à la minute ou la Browning M2 qui, malgré son âge, se maintient comme une référence en matière de mitrailleuse lourde, même avec sa cadence de 400 - 500 cpm qui n'est plus à la mode.

#### Les années 1970 - 1980
Avec l'apparition des pistolets rafaleurs dans les années 1970 - 1980, le concept de rafale change : on essaye de tirer le plus de munitions possible dans le temps le plus court de façon à offrir un volume de feu énorme, comparable à une décharge de calibre 12 avec une arme de bien plus faibles dimensions : c'est un concept déjà connu au début du XXe siècle et qui n'a finalement prit de réel essor qu'à la fin du siècle. En effet, durant la Première Guerre mondiale, les ingénieurs en armement ont pu prouver que plusieurs coups au but (entre 5 et 10) d'un petit calibre dans un temps très court (moins de deux secondes) étaient équivalents à une décharge de calibre 12, ce qui explique notamment pourquoi le calibre 7,65 long de l'armée française a si longtemps été en dotation : son faible recul permettait de multiplier les coups au but sur un temps très court pour cribler la cible de balles, le sur-impactage (ou « multi-impactage », terme définissant la multiplication des impacts sur une zone peu étendue, voire très exactement au même endroit) offrant un pouvoir d'arrêt très élevé. 
Bien que les pistolets rafaleurs et les pistolets mitrailleurs « sub-compacts » n'aient pris de réel essor que durant les années 1970-80, ils existaient déjà depuis bien longtemps (et leur concept est peut-être même antérieur à celui de pistolet automatique !), notamment dans les pays germanophones et (dans une moindre mesure à cette époque) slaves où presque tous les pistolets de l'époque ont été modifiés pour tirer en rafale : les premiers pistolets browning (aussi bien ceux de la FN Herstal que de Colt) dont le célèbre GP35, le Roth-Steyr 1907, le Steyr-Hahn 1912, le Mauser C96 (modèle désigné par les collectionneurs (mais étonnamment pas par la marque elle-même...) Mauser M712 Schnellfeuer), etc.
Le renouveau à la fin du XXe siècle des pistolets rafaleurs partait d'une hypothèse sur l'impact psychologique d'un coup de feu entendu par un tiers : à partir des années 1970 - 80, les aéroports et gares ont été surveillés de près par les autorités pour prévenir des attaques terroristes. On a pensé qu'une rafale tirée en l'air pour faire fuir la foule en cas de besoin était plus efficace qu'un seul coup de feu : en effet, un coup de feu est ambigu, on peut penser que c'est un objet lourd tombé à plat sur le sol, un pneu qui éclate ou toute autre chose qui fait du bruit, si bien que les gens sont plus interloqués qu'autre chose. Une rafale, par contre, a un son caractéristique : cinq ou dix coups tirés en l'air sont forcément le bruit d'une arme à feu (il est peu probable que 10 pneus éclatent en même temps et au même endroit... De plus, les films, jeux vidéo et reportages télévisés ont largement participé à répandre chez la population civile le son caractéristique d'une arme à feu qui tire une rafale, de telle sorte qu'il est devenu un réflexe naturel, même pour quelqu'un qui n'a jamais vu de près une arme à feu, de se mettre à l'abri au son d'une rafale de coups de feu), si bien que la foule réagira bien mieux à une rafale et fuira la zone plus rapidement.
Néanmoins, cette théorie (qui a pourtant été vérifiée et approuvée à une époque) est un peu bâtarde : la foule, en entendant la rafale, a plus tendance à courir dans tous les sens en criant qu'à fuir réellement, sans compter les dégâts matériels engendrés par le tir d'une gerbe de munitions, même en l'air. De plus, un message diffusé dans toute la zone par les haut-parleurs sont tout aussi efficaces et, dans certains cas, peuvent même éviter à la foule de paniquer : à chaque évacuation en urgence d'un lieu, il y a de très nombreux blessés et parfois même des morts, les gens n'hésitant pas à se piétiner mutuellement dans le chaos ambiant (ce qu'on peut classer comme une forme d'hystérie collective et qui est d'ailleurs bien connu des psychiatres et autres professionnels de la santé, de la sécurité et de la sociologie). 
Les pistolets rafaleurs (Glock 18, Beretta 93R, HK VP70, Micro Uzi, Ingram Mac 10 et Mac 11, etc.) ont dans la majorité des cas des cadences de tir nettement supérieures à 1 000 coups par minute, bien qu'il y ait des exceptions (APS Stechkin avec 600 coups à la minute environ). Notons aussi que le concept de pistolet rafaleur existe depuis bien longtemps, la très grande majorité des pistolets automatiques fiables du début du XXe siècle ayant été modifiés pour tirer en rafales, ne serait-ce qu'à titres de prototypes : Mauser C96 (et dérivés, copies, etc.), Browning GP35 et bien d'autres. Si dans les quarante ou cinquante premières années du XXe siècle ce sont les pays germaniques qui se concentrent sur les pistolets rafaleurs, durant tout le reste du siècle ce sont les slaves qui produisent ce genre de matériels. Les très réussies versions automatiques des CZ 75 et 85 tchèques (1 000 cpm), l'APS "Stechkin" (600 cpm) ou le OTs33 "Pernach" (900 cpm) russes, la famille Grand Power K10# et le PM63 polonais (650 cpm) sont autant de modèles qui ont tous connu leurs succès, qu'ils soient locaux ou internationaux, aussi bien pour leur originalité que pour leur efficacité mêlée de robustesse, ce qui place les pays de l'Est en tête non seulement du développement des pistolets rafaleurs mais aussi de leur démocratisation.
Mais très vite, on s'aperçoit que haute cadence de tir rime avec fort recul, perte de précision, risque de toucher un tiers, etc. 
Il y a diverses manières d'atténuer le recul :
- employer une munition moins puissante ou sous chargée (comme la Russie l'a fait avec son pistolet rafaleur OTs23 Drotik en 5,45 × 18 mm. On a alors un problème de perte d'efficacité de la munition, même si ce procédé est utile en milieux restreints ou fortement peuplés)
- alourdir l'arme ou sa culasse (comme sur le Skorpion VZ61 ou certaines versions du PM UZI israélien. C'est une pratique généralement peu efficace puisque rajoutant du poids au combattant, qui est donc plus rapidement fatigué)
- disposer le point d'appui de l'épaule sur la crosse en parfait alignement avec le logement de la culasse (ce qui implique de concevoir de nouvelles armes bâties sur ce principe ou d'ajouter une crosse à une arme préexistante, ce qui lui retire l'avantage de sa compacité. Un fusil automatique de calibre 12 sera donc plus indiqué puisque de dimensions similaires avec un efficacité bien plus importante et l'avantage d'un éventail de munitions plus large comme les munitions à létalité réduite en caoutchouc ou à impulsions électriques, à gaz, etc.)
- utiliser des systèmes de fonctionnement (notamment des systèmes de verrouillage/déverrouillage de la culasse non présentés ici car trop complexes à expliquer dans le présent article) spécifiques et connus pour amoindrir le recul de l'arme (Comme sur le Steyr TMP à culasse rotative. Cette solution nécessite de concevoir une arme totalement nouvelle)
- transmettre une partie de l'énergie de la cartouche percutée vers une masse mobile agissant comme un contre poids dynamique (Comme sur le Kriss Super-V. Même problème que la précédente solution)

Ainsi, tous ces systèmes ne sont pas facilement adoptables et opposent généralement de grandes contraintes. La solution serait donc de ralentir la cadence de tir, mais on perd de l'efficacité de l'arme et, dans certains cas, son unique intérêt. 
Les PM Ingram, destinés à remplacer le PA standard dans les armées, tiennent leur très haute cadence de tir comme seul atout, plus lourds et plus encombrants que les PA classiques, les Ingram sont l'arme de secours par excellence, faits pour tirer un maximum de munition dans le temps le plus court possible pour abattre un ennemi au combat rapproché le temps de recharger l'arme principale du soldat. Sans sa cadence de tir élevée, l'arme ne vaut rien de plus qu'un PA standard et, même, lui serait inférieure à cause de son encombrement et de son poids).

### Début duXXIe
À l'aube du XXIe siècle, la mode est plutôt aux armes de petit calibre à hautes cadences de tir, le petit calibre ne produisant qu'un recul modéré, voire quasi inexistant (FN P90, HK MP7), qui permet le tir à une main pistolet en cas de besoins avec une arme qui garde pourtant les dimensions et les capacités (sur le plan de la précision et de la possibilité d'engagement, notamment de cibles munies de protections balistiques) d'un PM standard. 
Néanmoins, la très haute vélocité de ces munitions sacrifie toutes leurs performances lors de l'utilisation d'un silencieux avec l'arme, ce qui est pourtant une de leurs affectations les plus fréquentes puisqu'elles sont destinées soit aux commandos soit aux groupes d'intervention de police. Certains fabricants ont donc préféré réduire la cadence de tir de leurs armes (plutôt que d'opter pour un calibre réduit mais perdant toute polyvalence), comme CZ l'a fait, avec succès, sur son PM Skorpio durant la seconde moitié du XXe siècle, ou HK sur son UMP. Ce n'est, malgré tout, qu'un parti pris de la part de ces fabricants et toute solution peut être bonne, si elle est intelligemment mise en œuvre.
Aussi, une très haute cadence de tir sur une mitrailleuse est parfois un désavantage. En effet, alors que les systèmes multi-tubes comme le Vulcain M134 ne subissent pas le gros défaut de surchauffe des canons qu'ont les mitrailleuses mono-tubes (interdisant donc une cadence de tir trop élevée), on notera que le gaspillage des munitions devient alors un réel problème. Même si un gouvernement n'achète pas les cartouches au même prix qu'un particulier, 6 000 coups à la minute coûtent évidemment très cher en balles perdues, gâchées, voir effectives mais inutiles, à une armée (de manière générale, une à cinq cartouche suffisent à mettre hors de combat n'importe quel adversaire. Lui envoyer une rafale de 15 coups en moins d'une demie seconde, surtout en 5,56 ou en 7,62 OTAN, ne sert pas à grand-chose), si bien qu'on doit former les hommes à utiliser avec parcimonie leurs armes ou alors limiter les armes à un nombre arbitraire de coups par rafales. Ce système est d'ailleurs depuis longtemps utilisé sur les aéronefs, où le nombre de munitions embarquées est relativement faible. Il devient donc impératif de limiter les rafales à un maximum de X coups par rafales (20, 50, 100, 150 coups, en fonction du choix de l'utilisateur ou du pré-réglage de l'armement par les autorités compétentes) pour limiter le gaspillage. 
Alors que les automitrailleuses de la Première Guerre mondiale emportaient plusieurs milliers de cartouches (parfois jusqu'à 10 000 cartouches par véhicule !) et permettaient un tir de saturation qui amena les autorités à favoriser les hautes cadences de tir, la démesure des armes actuelles, aux cadences de tirs folles, nous amène plutôt à l'effet contraire, en réduisant les armes à des cadences plus respectables pour économiser les munitions.
On notera aussi que de nombreuses armes à feu, notamment des armes d'appui (fusils mitrailleurs ou mitrailleuses légères, par opposition aux mitrailleuses lourdes ou mitrailleuses fixes), ont des cadences de tir modulables et disposent d'une commande spécialement dédiée au réglage de la cadence de tir. Cette commande peut se présenter comme un bouton ou levier situé au niveau de la carcasse de l'arme, sur le mécanisme donc, ou sous la forme d'un embout situé sur l'empreint de gaz de l'arme (si bien sûr elle fonctionne par empreint de gaz) qui permet, en le tournant comme une vis crantée, de réguler le volume de gaz renvoyé vers la culasse et ainsi réduire ou augmenter la cadence de tir. 
Le Browning BAR (deux cadences disponibles de 450 cpm (environ. Cadence dite d'assaut) et 650 cpm (environ. Cadence dite de soutien) par action sur un levier) ou la mitrailleuse FN MAG (ou M240, désignation de l'armée américaine) sont de bons exemples d'armes à cadences de tir modulables. 
Cette particularité est appréciable pour diverses raisons : Le BAR peut tirer à cadence d'assaut et à cadence de soutien, termes utilisés par le constructeur pour désigner la cadence de tir destinée à une utilisation standard (comme le fusil d'ordonnance de la troupe non spécialisée) et celle destinée à une utilisation d'appui feu pour l'unité combattante (comme une mitrailleuse légère). 
Au cas où l'arme s'échauffe, tirer à une cadence moins élevée est bénéfique puisque l'arme pourra se reposer plus facilement que si on conservait un tir soutenu à cadence de tir élevée. Aussi, une arme de soutien étant destinée à tirer un grand nombre de cartouches, il se peut que le tireur soit rapidement à court de munitions, auquel cas une cadence de tir moins élevée permet d'économiser les munitions. 
Diverses cadences de tir peuvent aussi servir à engager à des distances différentes, les cadences les plus élevées permettant de littéralement saturer une zone éloignée que le tir à faible cadence de tir ne permettrait pas d'atteindre efficacement. En effet, une longue distance implique une précision moyenne, voir nulle, si bien qu'il faudra saturer la zone ciblée pour, au moins, déstabiliser l'adversaire et lui interdire toute action ou manœuvre (ce qu'on appelle le tir de harcèlement). Une faible cadence de tir ne permettra pas forcément, à longue ou très longue distance, d'obtenir ce résultat, alors qu'une cadence de tir élevée offrira une couverture maximale de la zone ciblée puisque, dans un même temps et un même espace, plus de munitions atterriront sur celui-ci.

## Limites de l'unité
Plus marginalement, le nombre de coups par seconde est parfois utilisé, particulièrement pour les armes ayant les cadences de tir les plus élevées et les armes embarquées. 
L'exemple type est le canon de 30 mm de l'avion A-10, dont on donne la cadence de tir en secondes plutôt qu'en minutes, déjà parce que ladite cadence de tir est très élevée mais aussi parce que l'arme est prévue pour tirer des rafales d'une seconde ou une seconde et demie. Annoncer une cadence de 4 000 cpm pour une arme qui de toute façon ne tire que par rafales d'une seconde et dont la dotation est de seulement 1 000 cartouches, voire moins, serait presque aberrant.